# Mellicta michielli
Mellicta michielli är en fjärilsart som beskrevs av Zoltan Varga 1969. Mellicta michielli ingår i släktet Mellicta och familjen praktfjärilar. Inga underarter finns listade i Catalogue of Life.